# Zakon Monte Gaudio

Symbol zakonu

Zakon Monte Gaudio ( inne nazwy: Mountjoy, Montjoye) – zakon rycerski utworzony między 1171 a 1180 rokiem przez rycerza hiszpańskiego Rodryga Alvareza, hrabiego Sarii, w Królestwie Jerozolimskim. 
Nazwę wziął od wzgórza, z którego pielgrzymi po raz pierwszy widzieli Jerozolimę i na którym stała siedziba zakonu, czyli ufortyfikowany klasztor Matki Boskiej z Monte Gaudio  (łac. Mons Gaudii – Góra Radości). 
Jako zakon rycerski został zatwierdzony w 1180 roku przez papieża Aleksandra III. Zakon szybko otrzymał liczne nadania ziemskie i przywileje od króla Jerozolimy, baronów królestwa, a także królów Kastylii i Aragonii. Pierwszym zadaniem militarnym zakonu była obrona czterech wież w Aszkelonie. 
Mimo poparcia papieża i możnych zakon nie cieszył się powodzeniem wśród rycerzy hiszpańskich, dla których był stworzony, gdyż woleli oni walczyć z muzułmanami we własnym kraju. Już w 1196 roku część rycerzy przeszła do templariuszy, a pozostali połączyli się z zakonem Calatrava w 1221 roku, po decyzji Ferdynanda III Kastylijskiego
Członkowie zakonu nosili biały strój zakonny z biało-czerwonym krzyżem.